# کیوستی لوکو
کیوستی لوکو (فنلاندی: Kyösti Luukko; ۱۷ فوریهٔ ۱۹۰۳ – ۲۷ اکتبر ۱۹۷۰) کشتی‌گیر اهل فنلاند بود.